# 普杜卡代
普杜卡代（Pudukadai），是印度泰米尔纳德邦甘尼亞古馬里縣的一个城镇。2001年总人口9,012人。

## 人口
该地2001年总人口9012人，其中男性4593人，女性4419人；0－6岁人口971人，其中男487人，女484人；识字率77.80%，其中男性为81.54%，女性为73.91%。